# ركوبة
ركوبة ثنيّة وعقبة

## ما ذكرة المؤرخون والجغرافيون

### البكري الأندلسي
قال البكري الأندلسي
بفتح أوّله، على لفظ الركوبة من الدّوات، و هي ثنيّة معروفة، صعبة المركب، و بها يضرب المثل: كر في ركوبة أعسر، قال بشر:
و هي التي سلكها رسول اللّه صلى اللّه عليه و سلم في غزوة تبوك وفي الهجرة النبوية إلى المدينة المنورة، و فيها حدا ذو البجادين به حين قال يخاطب ناقته:

### الزمخشري
قال الزمخشري
ثنيه.

### الإسکندري
قال الإسکندري
ركوبة ثنيّة شاقّة بين مكة والمدينة، ملتوية، بها حدا ذو البجادين بالنبي صلى اللّه عليه و سلم حيث يقول:

### ياقوت الحموي
قال ياقوت الحموي
بفتح أوّله، وبعد الواو باء موحده، والرّكوب والرّكوبه: ما يركب، يقال: ما له ركوبه ولا حموله: وهي ثنيه بين مكّة والمدينه عند العرج صعبه سلكها النبيّ، صلى الله عليه وسلّم، عند مهاجرته إلى المدينة قرب جبل ورقان وقدس الأبيض وكان معه، صلّى الله عليه وسلّم، ذو البجادين فحدا به وجعل يقول:
وقال بشر بن أبي خازم:
قالوا في تفسيره: ركوبه ثنيه شاقه شديده المرتقى، وقال الأصمعي: ركوبه عقبه يضرب بها المثل فيقال:
طلب هذه المرأة كالكرّ في ركوبه، والكر:
الرجوع كما يكرّ الشيء عن الشيء، وقال الأصمعي في موضع آخر: ركوبه عقبه عند العرج سلكها رسول الله، صلّى الله عليه وسلّم، وكان دليله إليها عبد الله ذو البجادين، فيقول: هذه المرأة مثلها لمن أرادها مثل ركوبه فمن يستطيع أن يعود إلى ركوبه، وأبو عمرو لا يعرف ركوبه، والله أعلم.

### عبد المؤمن البغدادي
قال عبد المؤمن البغدادي
بفتح أوله، و بعد الواو باء موحّدة: ثنيّة بين مكة و المدينة، عند العرج صعبة، قرب جبل ورقان، عليها كان طريق النبي عليه السلام في الهجرة.

### السمهودي
قال السمهودي
ركوبة بالفتح كحلوبة بالباء الموحدة، ثنية بين مكة و المدينة عند العرج، على ثلاثة أميال منه لجهة المدينة، كما سيأتي في المدارج.
قال ابن إسحاق في سفر الهجرة: ثم خرج بهما دليلهما من العرج فسلك بهما ثنية الغاير عن يمين ركوبة.
وقال المجد: ركوبة ثنية شاقة يضرب بصعوبتها المثل، سلكها النبي صلى الله عليه وسلم عند مهاجره إلى المدينة، قرب جبل ورقان وقدس الأبيض، وكان معه ذو البجادين، فحدا به وجعل يقول:
هذا أبو القاسم فاستقيمي
ومأخذه قول الأصمعي في تفسير قول بشر بن أبي خازم:
ولكن كرّا في ركوبة أعسر
ركوبة عند العرج سلكها النبي صلى الله عليه وسلم، وكان دليله إليها عبد الله ذو البجادين، انتهى.
وكل من ركوبة و ثنية الغاير بعقبة العرج، والعقبة هي المدارج كما سيأتي، وأغرب الحافظ ابن حجر فقال في الكلام على نار الحجاز: ركوبة ثنية صعبة المرتقى في طريق المدينة إلى الشام، مر بها النبي صلى الله عليه وسلم في غزوة تبوك، ذكرها البكرى، انتهى. فإن صح فهي غير هذه، وسيأتي عن عرام في ورقان أنه ينقاد إلى الحي بين العرج و الرويثة، ويغلق بينه وبين قدس الأبيض عقبة يقال لها ركوبة.

### البلادي الحربي
قال البلادي الحربي
ركوبه بلفظ ما يركب: جاء ذكرها في طريق الهجرة، قال:. . . ثمّ خرج بهما دليلهما من العرج، فسلك بهما ثنيّة العائر، عن يمين ركوبة - ويقال ثنيّة الغائر، فيما قال ابن هشامٍ - حتّى هبط بهما بطن رئمٍ. قلت: ركوبة، هي عن يمين ثنيّة الغائر لقاصد المدينة وليست هي الغائر.
ولا زالت معروفةً باسمها، وهي على طريقٍ قديمةٍ عسرةٍ قد هجرت اليوم، وقد حدّدتها في كتابي «على طريق الهجرة» وبيّنتها بالرّسم بعد الوقوف عليها، وهي تسير في مجاهل جبالٍ بين ورقان غربًا وجبال قدسٍ شرقًا، وكان الجمّالة إذا صعدوها أنزلوا الرّكّاب، وكثيرًا ما تتعثّر الجمال ويهوي بعضها فيتكسّر. وانظر: ملحق «معجم معالم الحجاز».البلادي الحربي، معجم المعالم الجغرافية في السيرة النبوية، ص 142و143.</ref>